# تخت‌خواب (ترانه نیکی میناژ)
«تختخواب» تک‌آهنگی از هنرمند اهل ترینیداد و توباگو نیکی میناژ به همراهی آریانا گرانده است.